# Estação Ecológica de Guaraqueçaba
A Estação Ecológica de Guaraqueçaba é uma unidade de conservação brasileira de proteção integral à natureza localizada no município paranaense de Guaraqueçaba. Foi criada visando a preservação dos ecossistemas de manguezais e ilhas litorâneas presentes, bem como possibilitar a realização de pesquisas científicas e trabalhos de educação ambiental.

## Histórico
A Estação Ecológica de Guaraqueçaba (ESEC Guaraqueçaba) foi criada através do Decreto Nº 87.222, de 31 de maio de 1982 com o objetivo proteger os manguezais da região de Guaraqueçaba, que no início dos anos 1980 estavam sendo rapidamente degradados e deteriorados em consequência da ação antrópica.
Pesca predatória, avanço das cidades sobre os mangues, assoreamento, erosão, aterramento, lixo urbano, despejos industriais e derramamento de óleo eram (e continuam sendo) as principais ameaças a estes ecossistemas tão frágeis e tão importantes para a diversidade biológica marinho-costeira.[carece de fontes?] Na época, a Lei n.° 4771/1665 (Novo Código Florestal) não era suficiente para conter a ameaça sobre a vegetação de restingas, em especial aquelas fixadoras de dunas e estabilizadoras de mangues. Tendo em vista a velocidade dos acontecimentos e a necessidade de proteção dos manguezais, a então Secretaria Especial do Meio Ambiente – SEMA propôs a criação de várias unidades de conservação para a proteção destas áreas.[carece de fontes?]
Desta maneira, em 31 de janeiro de 1985, foi criada a Área de Proteção Ambiental de Guaraqueçaba, através do Decreto Nº 90.883, tendo como objetivo proteger o entorno da Estação, amortizando as ameaças à Guaraqueçaba.

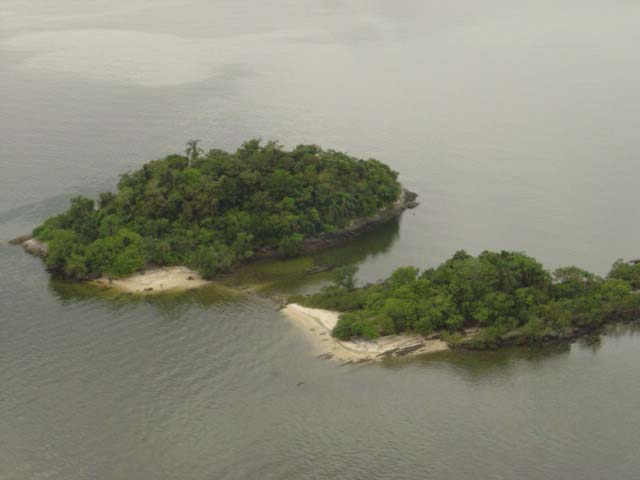
Ilha das Bananas.

### Ampliação
O território protegido pela EsEC Guaraqueçaba foi ampliado em 31 de julho de 1986, através do Decreto Nº 93.053, passando a incluir em seus limites mais duas áreas: as ilhas das Bananas e da Galheta. A ilha das Bananas, localizada na Baía dos Pinheiros, em Guaraqueçaba, é considerada umas das áreas com maior beleza cênica. A Ilha da Galheta, que fica a 3 km da costa do Pontal do Paraná, possui um costão rochoso, o que torna o seu acesso extremamente difícil.
Atualmente, a administração da EsEC Guaraqueçaba está a cargo do Instituto Chico Mendes de Conservação da Biodiversidade (ICMBio).

## Caracterização da área
A unidade possui uma área total de 6,050 ha e está totalmente inserida na Área de Proteção Ambiental de Guaraqueçaba.

### Ecossistemas

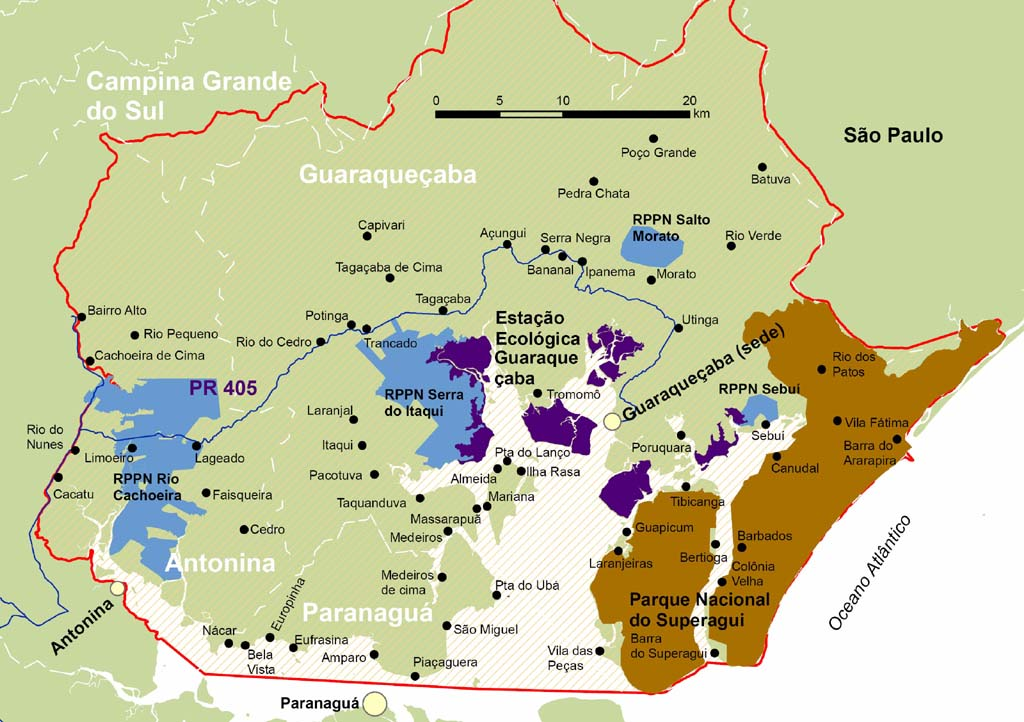
Mapa da APA de Guaraqueçaba indicando as unidades de conservação e as comunidades locais.

Os manguezais compreendem o principal ecossistema da EsEC Guaraqueçaba. A formação deste ecossistema em Guaraqueçaba é favorecido pela deposição de material sedimentar nas reentrâncias do complexo estuarino existente na região.
Os manguezais são sistemas de transição, sendo caracterizados pela interdependência com os ambientes terrestre e estuarino. Essa interdependência traz perturbações de diferentes naturezas aos manguezais e impõe limites à sua produtividade.
Variações de condições ambientais como fluxos de água do lençol freático, de circulação das águas estuarinas, aporte de nutrientes, salinidade, oxigênio dissolvido, períodos de seca e de inundação, demandam de sua biota uma capacidade de adaptação aos diferentes níveis de salinidade.

### Fauna

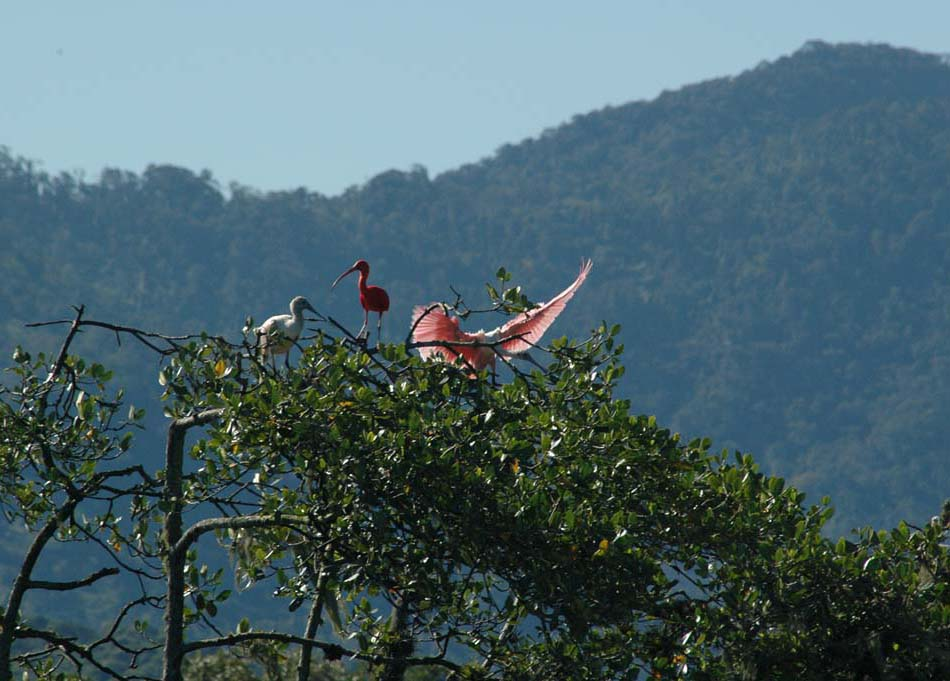
Guará e Colhelheiros nas árvores da ESEC Guaraqueçaba.

A EsEC de Guaraqueçaba abriga várias espécies de fauna endêmicas e ameaçadas de extinção como: o guará (Eudocimus ruber), o papagaio-de-cara-roxa ou chauá (Amazona brasiliensis), a sussuarana (Felis concolor), o boto cinza (Sotalia guianensis), além de uma variedade de aves.
As espécies caranguejo-uçá (Ucides cordatus), ostra-do-mangue (Crassostrea rhizophorae) e sururu (Mytella guyanensis) são as principais espécies de invertebrados da EsEC Guaraqueçaba. Estas espécies compreendem importante recurso faunístico para as comunidades da região, demandando-se, desta forma, um eficiente sistema de manejo.

### Flora

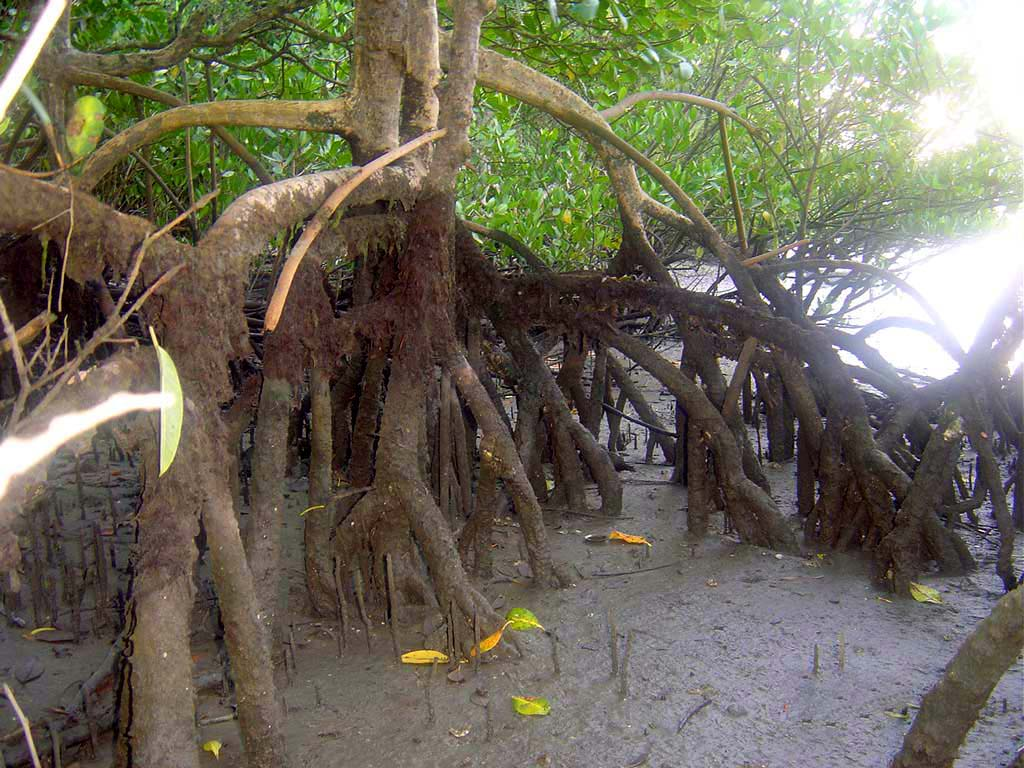
Rhizophora mangle, espécie adaptada a vida com água salobra.

Os manguezais da EsEC Guaraqueçaba apresentam marcada heterogeneidade estrutural, constituindo tanto bosques mono como pluriespecíficos, com estruturas fisiográficas que variam de mono a pluriestratificadas. Sua diferenciação estrutural e funcional os enquadra em três tipos gerais de formações locais:
- povoamentos subfrutescentes;
- povoamentos cerrados
- povoamentos de franja
Na Estação Ecológica as espécies Rhizophora mangle, Laguncularia racemosa e Avicennia schaueriana, principais árvores do mangue, florescem de março a outubro e seus arranjos espaciais variáveis raramente apresentam zonação evidente. Quando há zonação bem definida, R. mangle pode ser encontrada ocupando as áreas marginais próximo aos rios e gamboa.

### Aspectos Físicos
Manguezal é um ecossistema costeiro de transição entre a terra e o mar, influenciado pelas marés e característico das regiões tropicais e subtropicais. É onde a água salgada do mar se encontra com a água doce do rio.
Na EsEC Guaraqueçaba o manguezal está localizado no estuário dos diferentes rios que deságuam nas baías de Guaraqueçaba, Pinheiros e Laranjeiras. O solo é alagado, salino, rico em nutrientes e em matéria orgânica. Poucas plantas estão aptas a sobreviver num local inundado pelo mar e com pouco oxigênio.

### Clima
Segundo a classificação de Koeppen, o clima predominante na EsEC Guaraqueçaba é o subtropical úmido mesotérmico, com verão quente e geadas menos freqüentes, com temperatura média de 21-22°C. As temperaturas medias anuais são inferiores a 22°C, no mês mais quente, e inferiores a 18°C no mês mais frio. A precipitação media anual varia em torno de 2500 mm e o número de dias com chuva em Guaraqueçaba é de 287 dias por ano.

### Geologia
A EsEC Guaraqueçaba compreende uma grande planície de relevo plano formado por sedimentos inconsolidados de origem continental e marinha. As variações do nível do mar ocorridas durante o período quaternário (iniciado há cerca de 1,8 milhões de anos), em conseqüência de intensas mudanças climáticas. Durante épocas de temperatura muito baixa, grandes geleiras são formadas, produzindo uma diminuição do nível do mar (regressão marinha). Ao longo do tempo, a temperatura na superfície da Terra volta a subir e as geleiras derretem, fazendo com que o nível do mar aumente (transgressão marinha). Durante os períodos de regressão marinha, grandes pacotes de sedimentos transportados pelos rios são depositados nas áreas baixas, formando as denominadas planícies aluviais (terraços de cascalhos, várzeas, etc.). Já os depósitos de sedimentos marinhos, representados pelas planícies de restinga, formaram-se no final de um período de transgressão marinha, depositando cordões de areia paralelos a linha da costa.
Os manguezais da EsEC Guaraqueçaba constituem regiões alagadiças formadas por depósitos de sedimentos finos e matéria orgânica que beiram a baía de Guaraqueçaba e os estuários dos diversos rios Tagaçaba, Serra Negra, Guaraqueçaba e Itaqui. Estas áreas estão sujeitas as variações das marés, o que lhes confere um caráter especial no que diz respeito à salinidade das águas (nem doce, nem salgada, mas salobra). Isto condiciona o tipo de vegetação que ali se encontra e, consequentemente, toda a biota.

### Solos
No que se refere à solos, o tipo predominante é o solo indiscriminado de mangue. Têm como características peculiares a baixa consistência, altos percentuais de sódio e presença de água sulfidrica.

### Aspectos sociais
Verifica-se que a economia de Guaraqueçaba é composta por segmentos empresariais de baixo valor agregado, pouca diversificação produtiva, desconectada da economia paranaense e extremamente dependente de recursos externos. A baixa capacidade de gerar receita própria, associada a baixa capacidade de gerar carga tributária oriunda das atividades desenvolvidas pela economia local tornam o município cada vez mais dependente das transferências de receitas, como o ICMS ecológico. Há um constante esvaziamento econômico. A falta de infra-estrutura, sobretudo de transportes (condições ruins de acesso terrestre e marítimo) e a indefinição de atividades econômicas potenciais faz com que agricultores e empresários deixem o local por causa da falta de perspectiva. A precarização do mercado de trabalho (informalidade, baixa remuneração e oferta de emprego sem qualificação) conduz ao esvaziamento populacional e ao aumento da pobreza. De fato, o PIB de Guaraqueçaba é dos mais baixos do litoral, e vem perdendo participação na economia paranaense. 85% dos ocupados são informais e 29% da população do município encontra-se abaixo da linha de pobreza, índice três vezes maior que a média do litoral. O comércio é pouco diversificado e competitivo, a infra-estrutura urbana é deficiente e o setor de serviços é muito incipiente, principalmente no que diz respeito à atividade turística.
Apesar do quadro, vislumbra-se algumas oportunidades e ações que podem alavancar a economia local e reverter o quadro de pobreza. A integração com a dinâmica econômica do litoral é premente. A arquitetura histórica é propícia para o turismo cultural no que diz respeito a um roteiro regional, mas demanda inicialmente um resgate do patrimônio histórico. A existência de paisagens naturais (floresta atlântica e praias) podem ser exploradas por meio do desenvolvimento do ecoturismo. A disseminação de restaurantes típicos da região podem também impulsionar o turismo gastronômico. O comércio da atividade artesanal, a pesca artesanal, amadora e esportiva e a agricultura familiar devem ser fomentadas como atividades de geração de emprego e renda. Potencial de desenvolvimento das atividades econômicas relacionadas ao setor terciário pode contribuir no futuro para o aumento da receita própria.
Há muita especulação sobre as limitações que as leis ambientais impõem sobre o uso e ocupação do solo e sobre as atividades econômicas no município. Na verdade as restrições ambientais visam disciplinar o uso dos recursos, evitando que estes se esgotem num futuro próximo, o seria catastrófico para uma região que já possui inúmeros problemas. Além disso, a lei ambiental não é exclusiva para Guaraqueçaba. De fato, municípios semelhantes, sujeitos às mesmas restrições, conseguiram desenvolver suas economias por meio da implementação de políticas de desenvolvimento pautadas no extrativismo sustentável, no uso indireto dos recursos naturais, no fomento do turismo e na eficiente alocação de recursos externos .

## Educação Ambiental
Desenvolve-se para as comunidades do entorno da Estação Ecológica de Guaraqueçaba o Projeto Sala Verde. Este Projeto tem por objetivo abrir um espaço interativo de discussão, interlocução e participação social na APA e EsEC de Guaraqueçaba. Visa ainda promover a integração de atividades educativas que estimulem o desenvolvimento de capacidades e ações que possam ampliar e fortalecer a consciência crítica sobre a problemática social e ambiental dos moradores de Guaraqueçaba.

## Centro de Visitantes
Localizado no núcleo urbano de Guaraqueçaba, o Centro de Visitantes da unidade compreende um casarão histórico, construído no século XIX. O Centro possui um acervo bibliográfico próprio com mais de 3000 títulos, além de várias informações úteis referentes à conservação ambiental em Guaraqueçaba.